# Saint-Georges-de-Lévéjac
Saint-Georges-de-Lévéjac är en kommun i departementet Lozère i regionen Occitanien i södra Frankrike. Kommunen ligger i kantonen Le Massegros som tillhör arrondissementet Florac. År 2018 hade Saint-Georges-de-Lévéjac 273 invånare.

## Befolkningsutveckling
Antalet invånare i kommunen Saint-Georges-de-Lévéjac
| Referens: INSEE |